# Onofrio Maria Gennari
Onofrio Maria Gennari (Maratea, 9 giugno 1730 – Napoli, 26 dicembre 1804) è stato un vescovo cattolico italiano.

## Biografia
Figlio di Giuseppe e Petronilla De Cesare, sin da fanciullo denotò un'ottima memoria, che gli permise di eccellere degli studi del seminario.
Ordinato sacerdote il 16 giugno 1753, si distinse per l'ottima conoscenza del latino e del greco. Si diplomò negli studi filosofici e teologici.
Il 27 giugno 1774 papa Benedetto XIV lo nominò vescovo di Montemarano. Tenne un sinodo diocesano, di cui pubblicò gli atti nel 1791, che sancì importanti provvedimenti per la disciplina ecclesiastica della diocesi. È ricordato come esempio di dottrina, pietà e prudenza.
Trasferitosi a Napoli, morì il 26 dicembre 1804. Fu sepolto nella chiesa di San Michele in piazza Dante. Dopo la sua morte la sede vescovile rimase vacante e nel 1818 fu soppressa.

## Genealogia episcopale
La genealogia episcopale è:
- Cardinale Scipione Rebiba
- Cardinale Giulio Antonio Santori
- Cardinale Girolamo Bernerio, O.P.
- Arcivescovo Galeazzo Sanvitale
- Cardinale Ludovico Ludovisi
- Cardinale Luigi Caetani
- Cardinale Ulderico Carpegna
- Cardinale Paluzzo Paluzzi Altieri degli Albertoni
- Cardinale Gaspare Carpegna
- Cardinale Fabrizio Paolucci
- Cardinale Francesco Barberini
- Cardinale Annibale Albani
- Cardinale Federico Marcello Lante Montefeltro della Rovere
- Cardinale Lazzaro Opizio Pallavicini
- Vescovo Onofrio Maria Gennari